# カルロス・サインツ
カルロス・サインツ・セナモール（Carlos Sainz Cenamor, 1962年4月12日 - ）は、スペイン・マドリード出身のラリードライバー。世界ラリー選手権 (WRC) で1990年と1992年に2度のドライバーズタイトルを獲得。同通算26勝は歴代4位。ダカール・ラリー総合優勝4回（2024年時点）。愛称はエル・マタドール（闘牛士）。
息子のカルロス・サインツJr.もレーシングドライバーとしてF1に参戦している。

## 経歴
学生時代はテニスに夢中になり、スカッシュ・チャンピオンを獲るなどスポーツで活躍した。大学時代は弁護士志望であったが、次第にラリーへの関心を抱きはじめ、1980年にラリー界の世界に身を投じた。1986年にグループBのルノー・5ターボでスペインラリー選手権で2位を獲得した。
最初のワークスチームのシートを得たのは1987年のフォード・シエラである（チームメイトはディディエ・オリオール）。早くからポイントを獲得するなど非凡な才能を見せ、王者ランチアのドライバーとして活躍する夢を抱いていたが、ランチアのチェーザレ・フィオリオ監督は冷たい評価しか下さなかった。オリオールはドライビングに粗さがあるものの、マシンのセットアップが決まったときには強烈な速さを見せつけ、1988年のツール・ド・コルスで初優勝を成し遂げ、1989年にランチアへの移籍を果たす。そんな中、サインツの走りに注目したトヨタ・チーム・ヨーロッパ（TTE）のオベ・アンダーソン監督からオファーを受け、契約を交わすこととなる。

### スペイン初のワールドチャンピオン

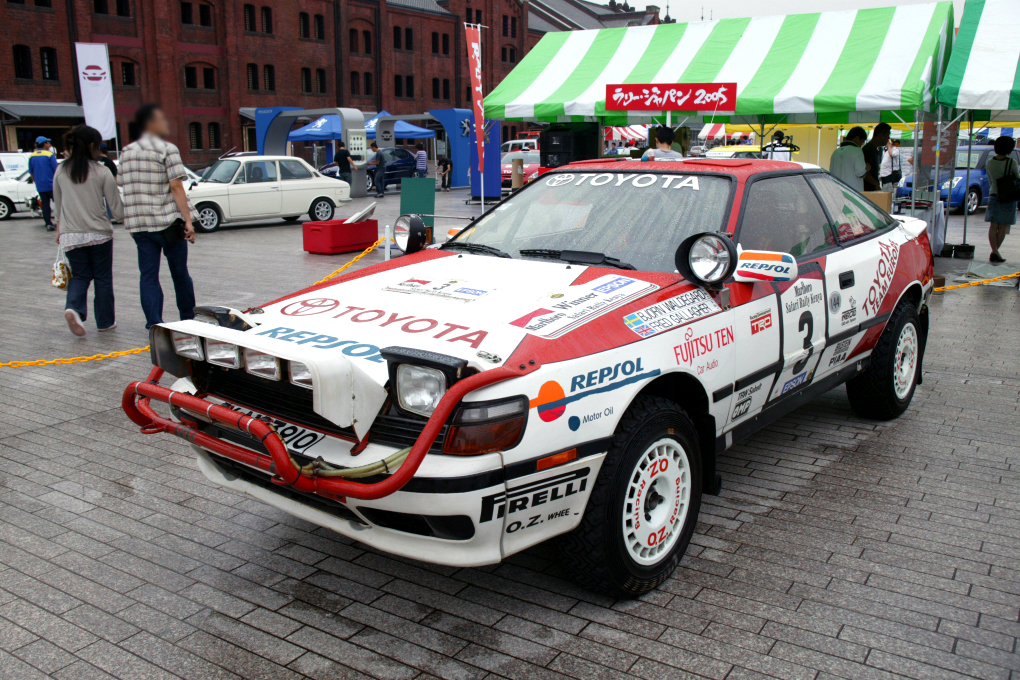
トヨタ・セリカ GT-Four（ST165、初タイトル）

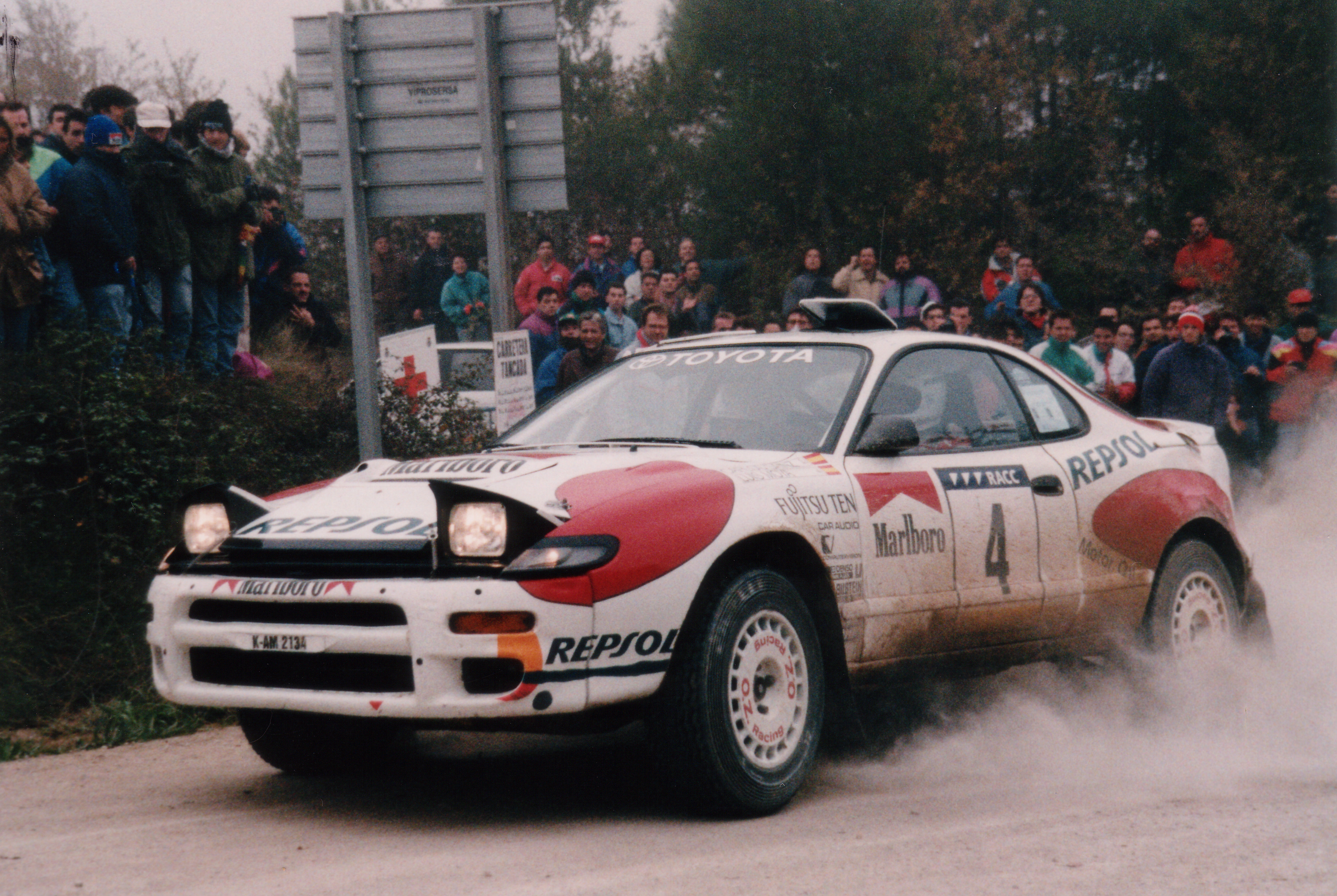
トヨタ・セリカ GT-Four（ST185、2度目のタイトル）

1989年に、TTEへ移籍。トヨタ・セリカ GT-Four ST165を駆るサインツは序盤リタイアを重ねるものの、随所に光る走りを見せ、終盤3戦で連続表彰台を獲得した。
1990年は開幕から好調で、アクロポリスで初優勝を成し遂げ、サンレモで3位に入り、デビュー4年目にして初の世界チャンピオンに輝いた（日本車に乗った初のWRCチャンピオンでもある）。この年挙げた4勝のうち、1000湖ラリーでは「北欧出身ドライバーでなければ勝てない」というジンクスを破って優勝した。またアジアパシフィックラリー選手権においてもタイトルを獲得し、記録づくしの一年となった。
1991年は5勝をするものの、ランチアのユハ・カンクネンに敗れランキング2位。1992年には新型マシンのセリカ GT-Four ST185が登場する。セッティング幅を持たせる目的で投入したサスペンションアームの取り付け角を調整出来るサスペンションが仇となり序盤は苦戦するも、通常のサスペンションに変更した中盤以降は熟成も進み、ランチアのオリオールとの熾烈な争いの末、最終戦のRACラリーで2度目のタイトルを獲得した。
チームやトヨタ首脳陣とも良好な関係を築き、彼のタイトルを記念して、セリカ（ST185）をベースに『カルロス・サインツエディション』という特別限定車も発売され、共に栄光を分かち合ったトヨタとのパートナーシップは翌年も続くように思われた。しかし、TTEは1993年以降イギリスの石油会社カストロールのスポンサードを受けることになり、サインツは個人スポンサーのレプソル（スペインの石油会社）とのバッティングを避けるためにTTEを離れることになる。

### 不遇と不和の時期
1993年、サインツはランチア陣営へ移籍し、イタリアのプライベートチーム、ジョリークラブから出場した。しかし、ランチアがワークス活動規模を縮小し、マシン開発を担っていたアバルトが撤退したため、戦闘力向上はおろか、信頼性も大幅に低下したデルタ・HFインテグラーレではタイトル争いに絡めず、成績は下降の一途を辿った。この年の最高位はアクロポリスとサンレモの2位。サンレモではワークス・フォードの脱落にもかかわらず、プライベーターでフォードを駆るジャンフランコ・クニコに敗れた結果の2位だった。地元カタルーニャにおいても、初日の最初のステージでベストタイムを刻むが電気系のトラブルでリタイアした。
翌1994年はスバルに移籍した。前年に登場したインプレッサは、水平対向エンジンがもたらす低重心で抜群の操作性はライバルよりも抜きん出ており、テストを重ねるにつれ、サインツは勝てるマシンであることを確信する。序盤はピレリタイヤとのマッチングに苦心するも、ピレリの開発が進むと、アクロポリスではインプレッサで初勝利した。中盤以降はトヨタのオリオールとの熾烈なタイトル争いを繰り広げる。なかでも、この年のアルゼンチンはWRC史上、稀にみる秒差の戦いを繰り広げた。以降のラリーでもオリオールとの接戦は続き、タイトル争いは最終戦のRACまでもつれ込む。序盤にコースアウトして下位に沈むオリオールを尻目に、サインツは終盤までトップ3圏内でラリーを進めていたが、最終スペシャルステージ（SS）を走行中、路面に転がっていた材木を避け損ねてコースアウト。コース復帰を試みるも、山林のステージのために観客も少なく脱出に手こずり、ゴールするもタイムアウトとなった。その結果、ドライバーズタイトルはオリオールのものとなった。
1995年は開幕戦モンテカルロ、第3戦ポルトガルで勝利したものの、トレーニング中に負った右肩靭帯損傷で続くニュージーランドを欠場。このことがチームメイトであるコリン・マクレーとのタイトル争いに大きな影響を及ぼした。地元カタルニアではサインツを先頭に1-2フィニッシュするようチームオーダーが発動されたが、マクレーが最終日にタイムを逆転。結局、チームの説得によりマクレーが勝利を譲った。最終戦RACではチームオーダーが出されず、地元で勢いに乗るマクレーを前にまたもタイトルを逃した。
この年のタイトル争いはサインツとチームを運営するプロドライブのボス、デビッド・リチャーズと間に決定的な溝を生んだ。サインツは古巣トヨタへの復帰を試みるが、トヨタはカタルーニャでのリストリクタースキャンダルで受けたペナルティで翌年のWRC参加を取り止めざるを得なくなったため、自身のスポンサー、レプソルのバックアップの下、フォードへの移籍を決断した。

### 取れなかった3度目のタイトル

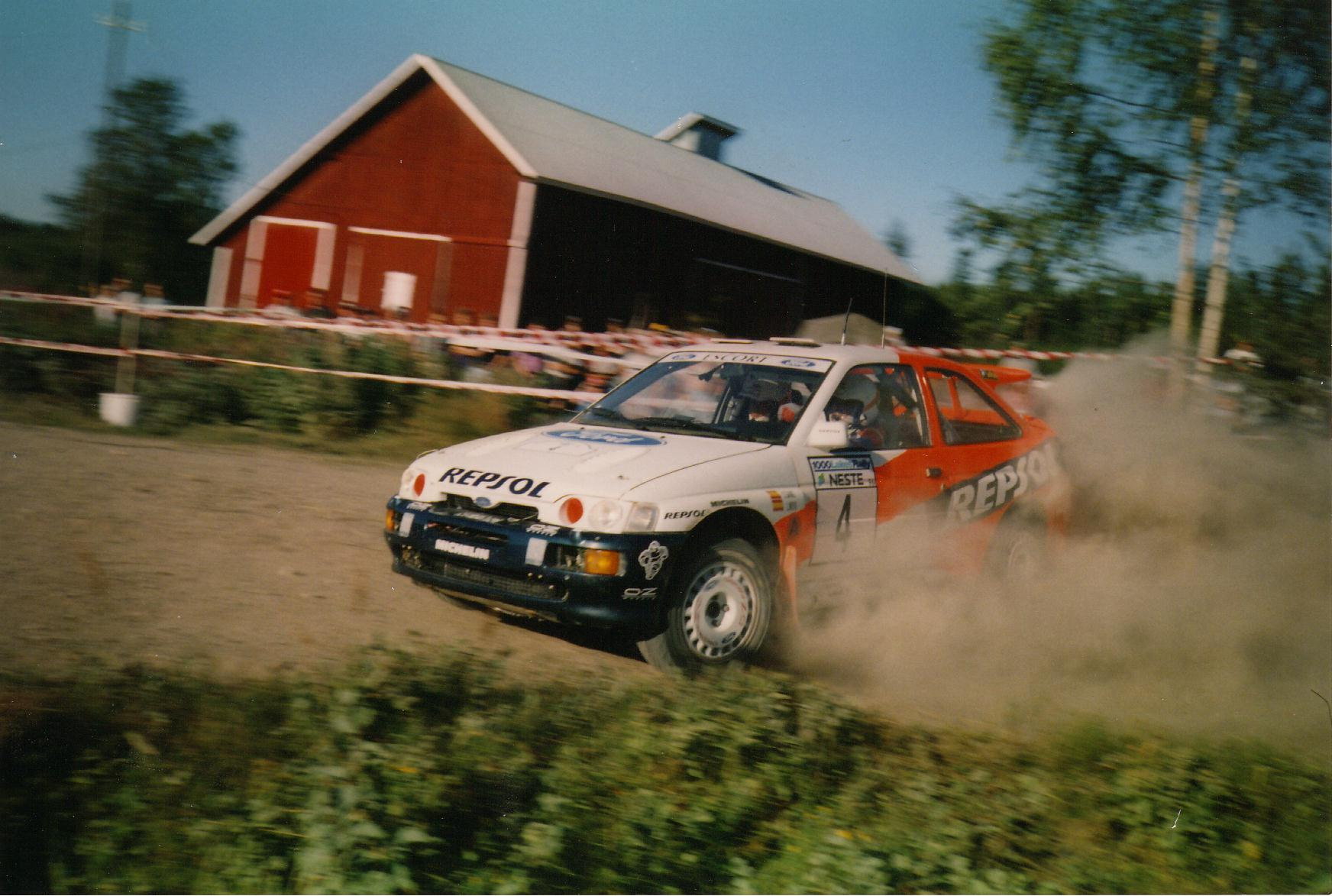
1996年フィンランドにて、フォード・エスコートRSコスワースをドライブ

1996年はWRC初開催のインドネシアで勝利を挙げると、翌1997年もアクロポリスとインドネシアで2勝を挙げる。しかしチーム運営がフォードモータースポーツからワークス経験の乏しいマルコム・ウィルソン・モータースポーツ（現Mスポーツ）へ移管される中で思うようなマシン開発が出来ず、三菱とスバルの後塵を拝し続けた。そのため、サインツは1997年の終盤を待たずに古巣トヨタへの移籍を発表する。

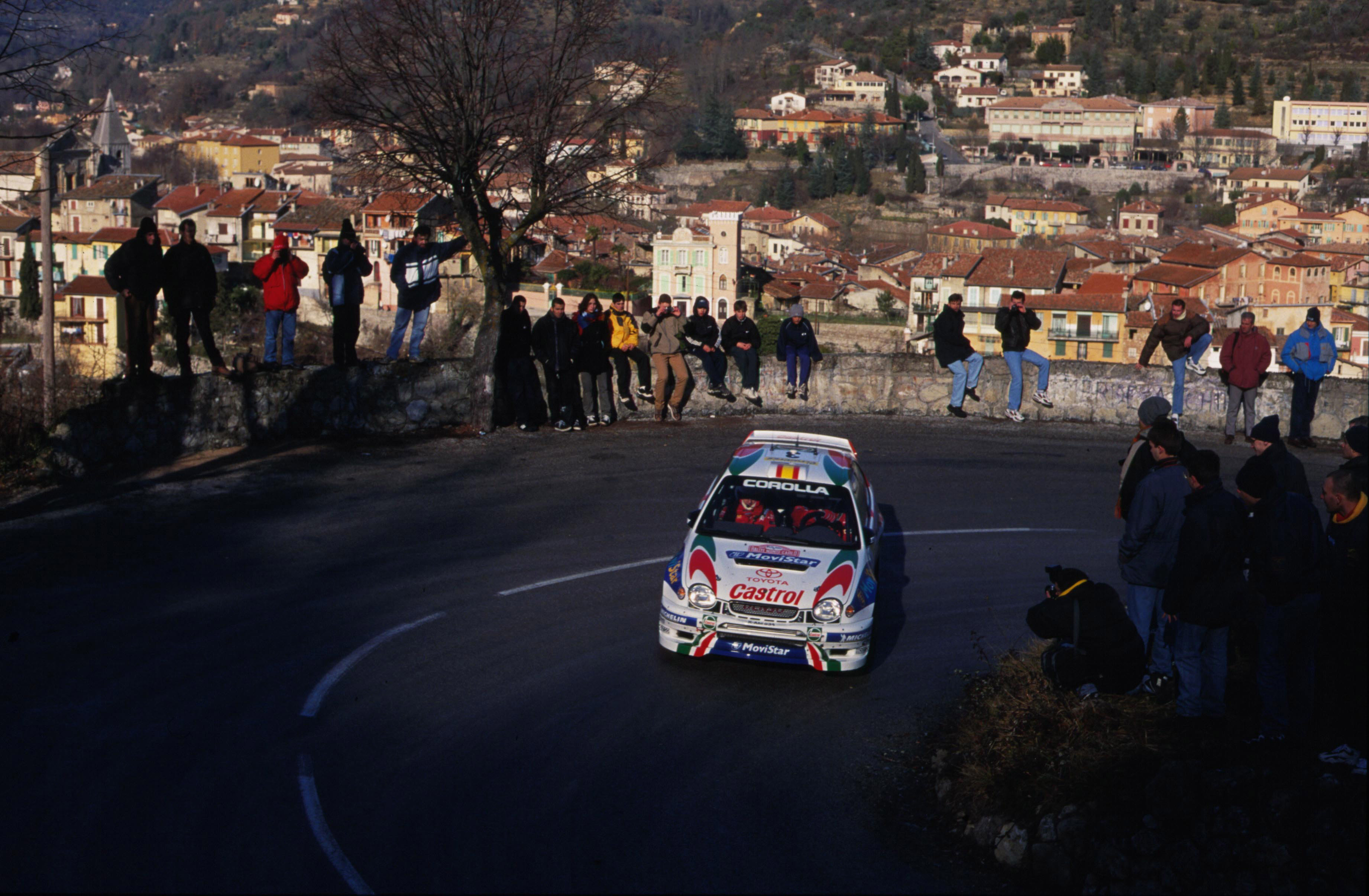
1999年ラリー・モンテカルロにて

1998年は開幕戦モンテカルロでトヨタでの復帰後初の勝利を挙げると、中盤戦のニュージーランドではライバルを圧倒。2度目の勝利を挙げ、スバルのマクレーや三菱のトミ・マキネンと再び熾烈なタイトル争いを繰り広げた。最終戦グレートブリテンではポイントリーダーのマキネンが初日のSS1でクラッシュし、タイトルはサインツが取ると思われた。サインツは確実にフィニッシュを目指したが、最終SSのゴールまで300メートルでカローラWRCがエンジンブローで停まり、またも3度目のタイトル獲得は叶わなかった。
1999年は個人タイトルには絡めなかったものの、安定した走りでトヨタのマニュファクチャラーズタイトル獲得に貢献する。終盤戦のサンレモで、TTEはF1参入のためこの年限りでWRCから撤退することを表明。サインツは再びフォードに復帰することになる。
2000年、2001年、2002年と3シーズンをフォードで過ごしたが、ラフロード走行に強い傾向にあったフォーカスWRCでは散発的に優勝するも勝ちを重ねることはできなかった。また、2000年に本格的にWRC復帰をしたプジョーの206WRCが圧倒的な速さを見せ、タイトル争いには絡めなかった。

### WRC引退

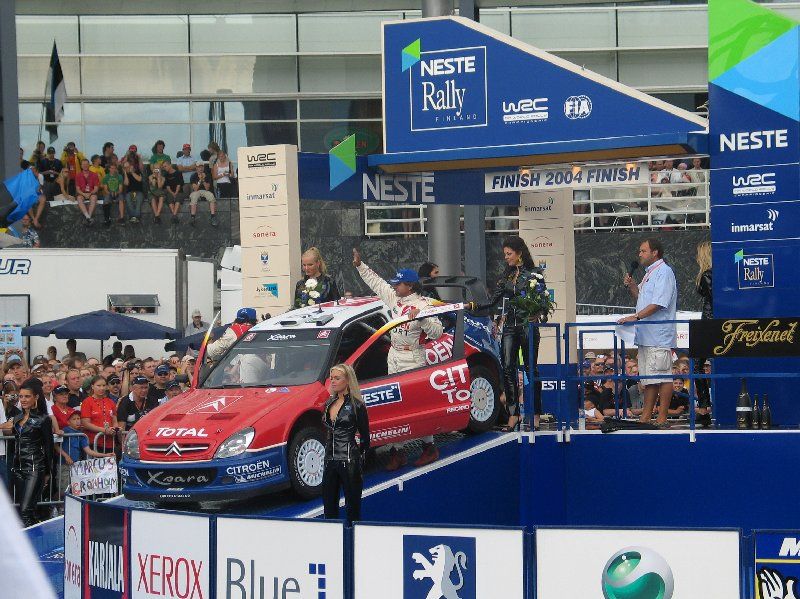
2004年フィンランドでの3位表彰台

2003年はシーズン開幕直前まで所属チームが決定しなかったが、ギリギリでシトロエンとの契約に漕ぎ着ける。この時1988年以来コドライバーを務めてきたルイス・モヤは「無報酬に近いギャラでは家族を養えない」とコンビ解消を表明し、現役を引退。同郷出身のドライバー、ヘサス・ピュラスの相棒だったマルク・マルティと組む。2003年シーズンは、この年から初開催となるトルコで勝利。スピードでまさる若手を相手にベテランの力をみせ、チームメイトのセバスチャン・ローブ、スバルのペター・ソルベルグらとチャンピオン争いをした。ローブと同ポイントの2位(優勝回数でローブが上)で迎えた最終戦グレートブリテンでは、SS2のスタート前に車載カメラが故障し煙が出るというトラブルで集中力を乱されてしまい、次のSS3でコースオフ、シーズン初のリタイアを喫し、3度目のタイトル獲得の夢はまたしても潰えてしまった。

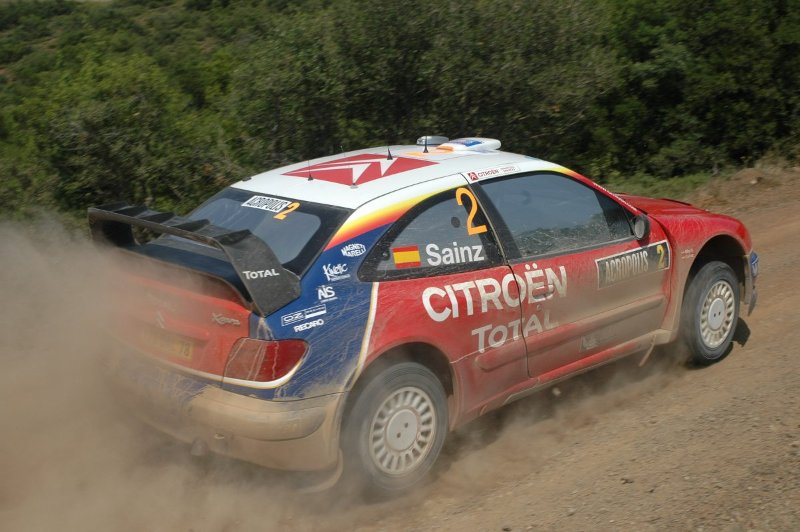
WRC引退レースとなった2005年アクロポリス・ラリー

2004年シーズンもシトロエンで走り、アルゼンチンで現役最後の26勝目を飾る。地元カタルーニャの直前にWRC引退を発表し、同年のオーストラリアが最終戦となるはずだったが、レッキ中に起こしたコースアウトで首を負傷し、ラリーを欠場した。これでサインツのキャリアは終わるものと思われていた。
その後は、2005年のポルトガルでかつての相棒ルイス・モヤとゼロカーを走らせたりしていたが、サインツのあとにシトロエン入りしたフランソワ・デュバルの成績不振のため、マニュファクチャラーズタイトル3連覇を目指すシトロエンは彼を再び招聘した。7ヶ月ぶりに復帰したトルコでは熟練した走りは健在で、4位入賞を獲得した。続くアクロポリスでは3位表彰台を獲得し、チームから課された仕事をやり遂げた。アクロポリス終了後、サインツは「もうWRCに戻ることは絶対にない」というコメントを残し、再びWRCを去った。

### ダカール・ラリー

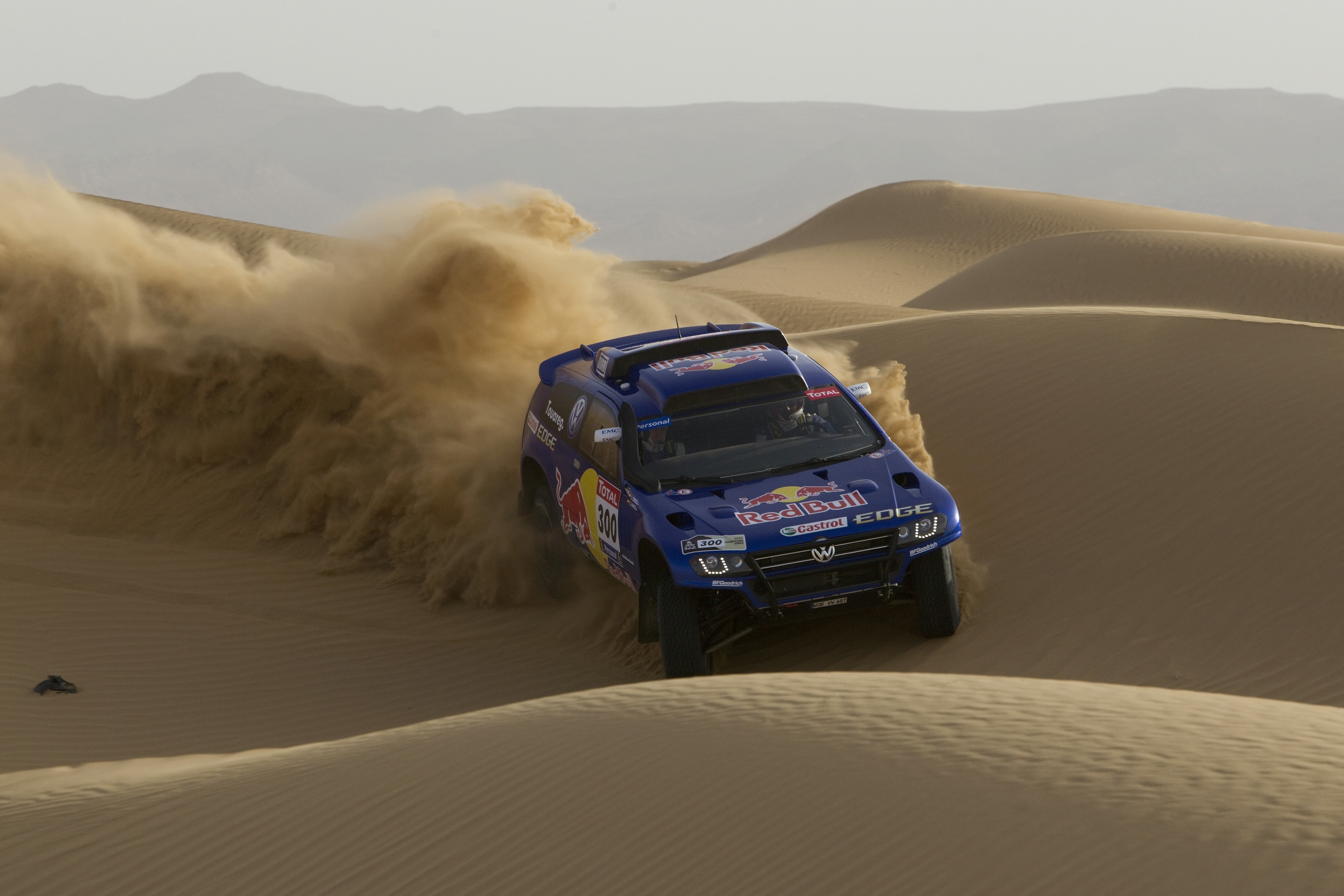
フォルクスワーゲン・レーストゥアレグをドライブ（2010年総合優勝）

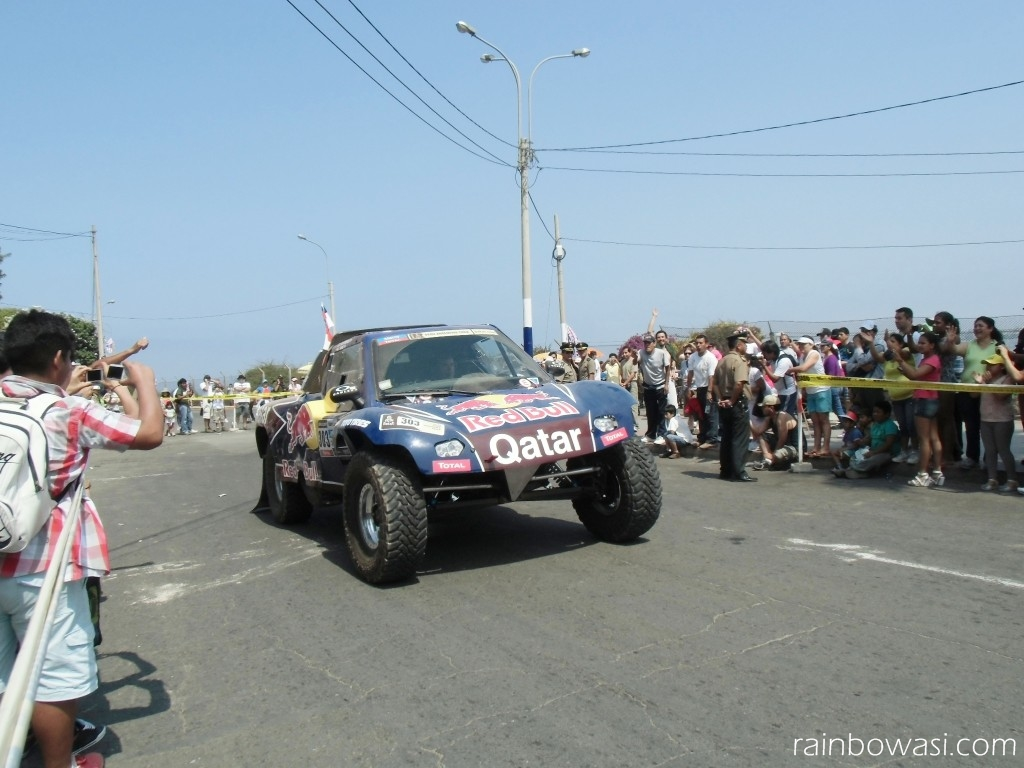
ジェフリーズ・バギーをドライブ（2013年リタイア）

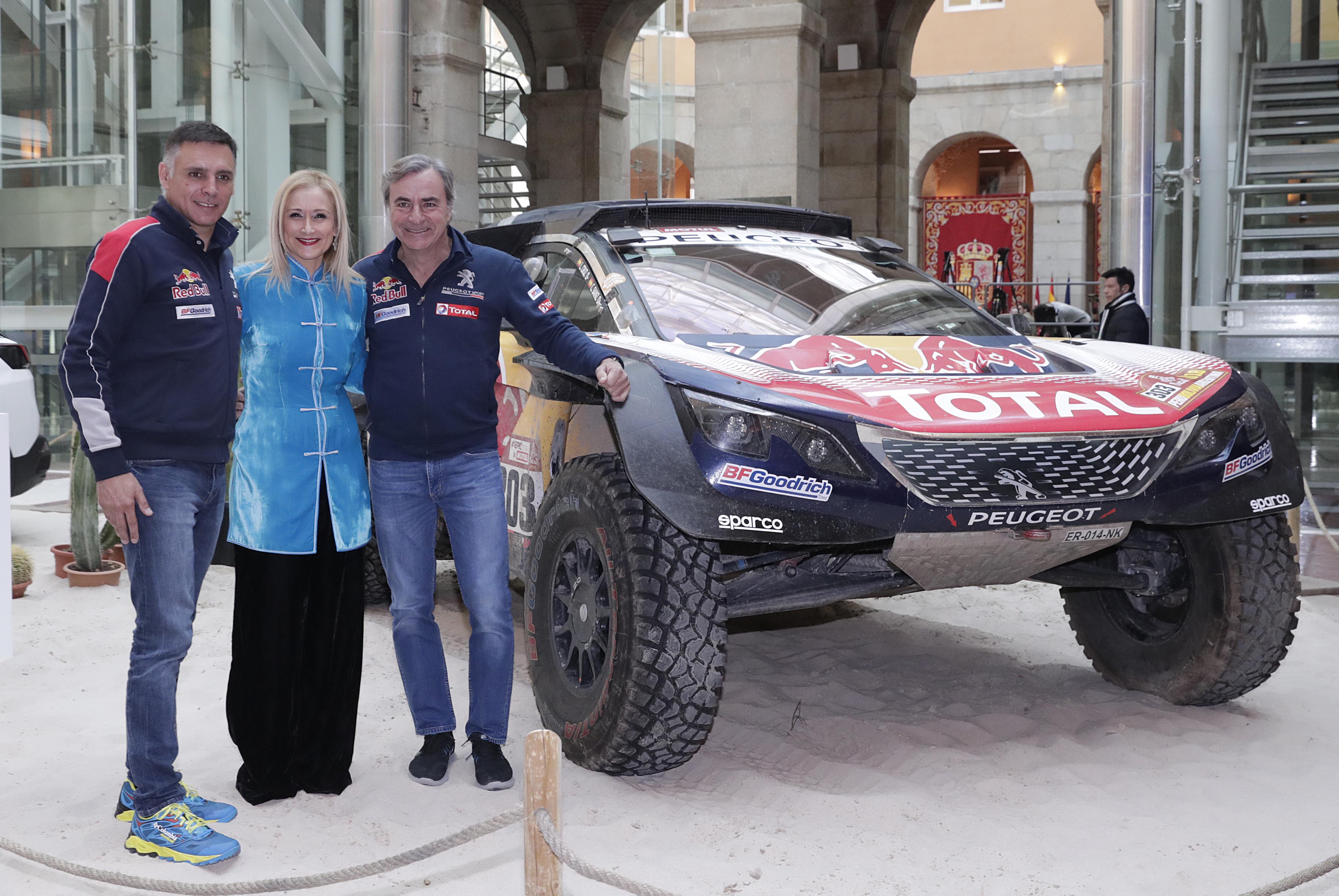
プジョー・3008 DKR Maxi（2018年総合優勝）

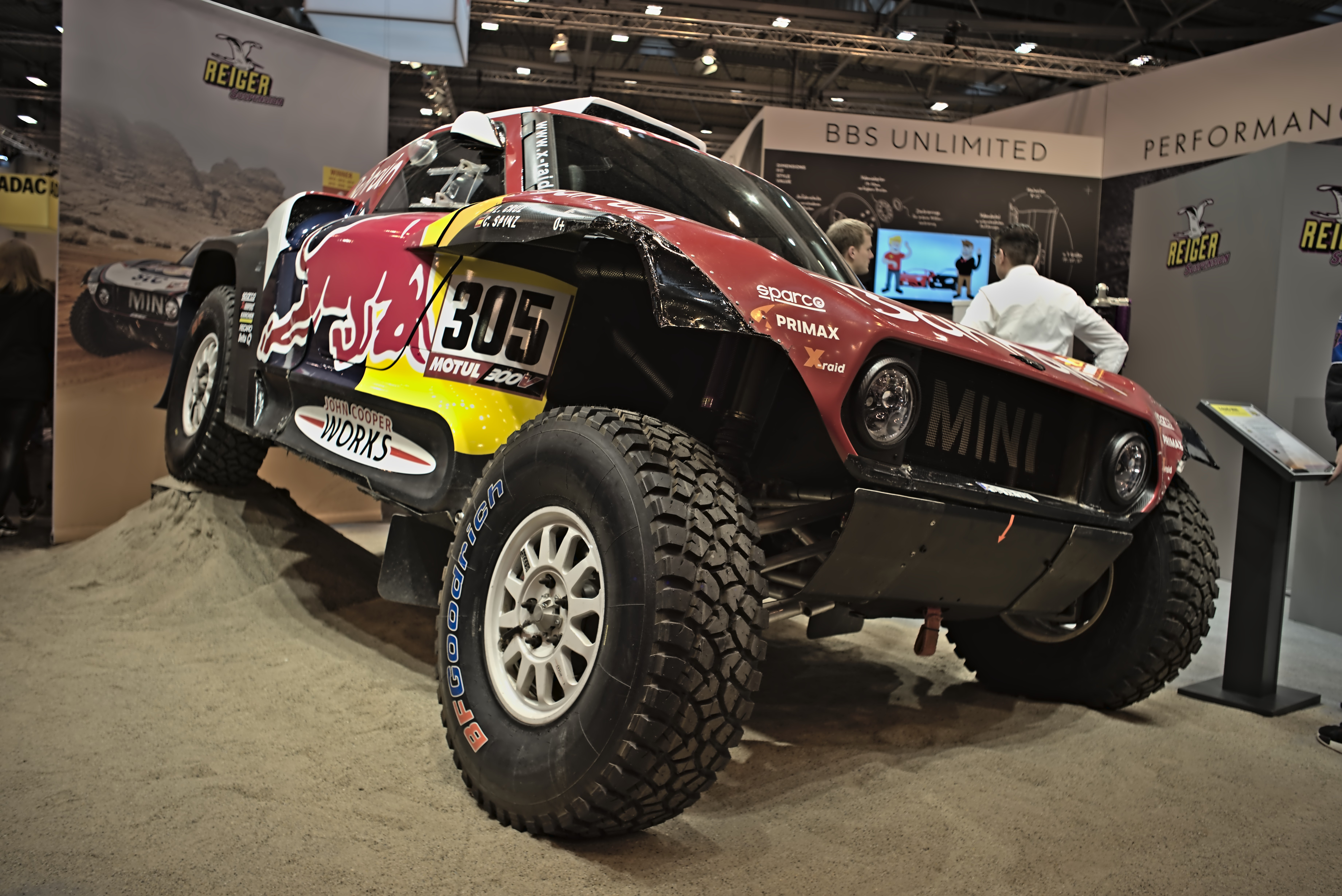
ミニ・ジョン・クーパー・ワークス・バギー（2020年総合優勝）

WRC引退後はフォルクスワーゲンのモータースポーツ活動に深く係わるようになった。2006年から2011年にかけてダカール・ラリーに四輪部門でレーストゥアレグで出場し、2010年には初優勝を果たした。またフォルクスワーゲンの縁でニュルブルクリンク24時間レースにも参戦。2011年はナッサー・アル＝アティヤ、ジニエル・ド・ヴィリエとともにCNG（天然ガス）仕様のフォルクスワーゲン・シロッコをドライブし、代替パワートレインクラスで優勝している。
WRCにおいては同郷のダニ・ソルドの指南役として公私共にサポートしているほか、2010年のドイツではゼロカーとしてシロッコをドライブした。
2011年5月には、2013年からフォルクスワーゲンがWRCに参戦するのに伴い、サインツが同プロジェクトのスペシャルアドバイザーに就任することが発表された。同年11月にはフォルクスワーゲン・ポロ R WRCの初テストを担当した。
フォルクスワーゲンは2011年限りでダカールから撤退。そのため2012年は欠場したが、現役継続にこだわるサインツは2013年はダーメン・ジェフリーズ・バギー、2014年はSMGバギーでそれぞれプライベーターとして参戦した。
2014年3月にはダカールラリーへの復帰を表明したプジョーに移籍した。2015年から2017年まで3年連続してクラッシュの影響によりリタイアしたものの、プジョーの参戦ラストイヤーである2018年に二度目の総合優勝を果たした。2019年からはステファン・ペテランセルと共にBMW系のX-raidチームに移籍し、当時規則上優位だった2WDのミニ・ジョン・クーパー・ワークス・バギーで参戦。2020年に6分差でアル＝アティヤを振り切り、2年ぶり3度目の総合優勝を果たした。
2021年から始まったエクストリームEでは、初年度からスペインの財閥「アクシオナ」をスポンサーに迎えて「アクシオナ|サインツXEチーム」を組織し、同じくスペインのライア・サンツをコドライバーとして参戦している。
還暦を迎えた2022年シーズンからはワークスとしてはダカール初挑戦となるアウディの、シリーズ式ハイブリッド4WD車両である「RS Q e-tron」をペテランセルと共にドライブしている。しかし頻発するマシントラブルや自身のミスもあって、思ったような結果は残せていない。2023年は息子のJr.も現地に応援に駆けつけたが、背骨を2ヶ所折るクラッシュでリタイアしている。これの影響により、エクストリームEは欠場し、アウディの同僚であるマティアス・エクストロームを代打に送った。
2024年、第46回ダカールラリーでステージ優勝こそなかったもののオーバードライブ・トヨタのギヨーム・ド・メビウスに1時間20分25秒の差をつけて4年ぶり4度目の総合優勝を果たした。この4度の勝利はいずれも異なるブランド（フォルクスワーゲン、プジョー、ミニ、アウディ）での勝利であり、アウディにとってはダカールラリーでの初優勝となる記念すべきものとなった。また61歳での総合優勝は史上最年長。
2024年現在、ダカールでのキャリア（2006〜2024年、15年間）は、WRC時代（1987〜2005年、15年間）とほぼ同程度の長さとなっている。サインツは4度の総合優勝を誇る反面、プッシュする姿勢が強めなためにクラッシュや足回りの破損に見舞われることも多く、2013〜2017年は5年連続でリタイアしている。また通算7回のトップ10フィニッシュの内、1位以外は3位が2回（2011・2021年）、9位が1回（2007年）のみという極端な実績となっている。

## 人物
勝利へのモチベーションは凄まじいものがあり、チームや共に組むコ・ドライバーにさえ、ベストな仕事を求める完璧主義者として有名だった。その一端が垣間見えるのはマシン開発で、セットアップには一切の妥協を許さず、彼が開発に携わったマシンは高い完成度をみせる。トヨタ在籍時には「右リアの車高が2mmほど高いようだ。調整してくれ。」とF1マシン並みのセッティングを要求したり、1グラムでも軽くしたいがために競技車両に付着した泥をすべて洗い流させたという逸話が残っている。
ピエロ・リアッティによると延々とテストを続けてしまうことから夜8時に戻ってくるとインプレッサのバッテリーをメカニックが取り外してしまうほどであった。
ターマックラリーの盛んなスペイン出身ながら、グラベルラリーで多くの勝利をつかみ、スノーラリーのスウェーデンでも常に優勝争いに絡む。結果的に優勝はできなかったものの4年連続で2位を獲得するなど、どの路面でもすぐに適応して優勝争いに絡むオールラウンダーとして名高い。彼がチャンピオンを取る以前は、得意なラリーにだけ参戦してチャンピオンを獲得するという、スペシャリストタイプのドライバーが多かった。しかし彼がチャンピオンを獲得して以降、ディディエ・オリオール、コリン・マクレー、トミ・マキネン、マーカス・グロンホルム、ペター・ソルベルグ、そしてセバスチャン・ローブのようなオールラウンダータイプのドライバーがWRCを席巻するようになる。
チャンピオンを賭けた大事なイベントでは不運や勝負弱さに泣かされている。WRCでは最終戦で4回タイトルを逃し（1994・1995・1998・2003年）、2009年のダカールラリーでは総合首位を独走していたが、崖から転落して初優勝を逃した。その一方、初開催イベントに強く、WRCではキプロス、インドネシア、トルコで第1回を制している。

## エピソード
- 葉巻を吸う。
- サッカーが得意のようで、地元の名門クラブレアル・マドリードの入団テストを受けたこともある。2006年には同クラブの会長選に立候補を表明し、後に他候補の副会長候補に回ったが落選している[10]。FIFA（国際サッカー連盟）公式チャリティマッチ「ジダン・フレンズvs.ロナウド・フレンズ」に招集され、PKでロナウド・フレンズの1得点を挙げている。
- バレンシアサーキットで行われたトヨタ・GT-One TS020のテストに参加した事がある。たまたまマーティン・ブランドルがサインツの走りをコースサイドで見ていて、サインツが走らせていたのを知り、「タイムも悪くないし、彼は速いね!」と驚いたというエピソードがある。この事から、トヨタのル・マンプロジェクトに参加するのでは、という憶測を呼んだことがあるが、「あくまで参加してみただけ」と言う事で、実戦デビューには至らなかった。
- トヨタで世界チャンピオンを初めて獲得したオフシーズンに来日した際、時差を考え両腕に腕時計を着けていた。
- スバル時代、初代STI社長の久世隆一郎から鼻毛カッターを贈られたことがある。
- フォード、トヨタ時代のチームメイトであったディディエ・オリオールを「親友である」と語っている。フォード時代、若く経験の乏しかったサインツに様々なアドバイスを与え、「我々ラテン系のドライバーもスカンジナビアンのドライバーに負けない力量はある」と励ましたのもオリオールであった。

## タイトル
| 年   | タイトル                 | 車                                     |
| ---- | ------------------------ | -------------------------------------- |
| 1987 | スペイン国内選手権       | Ford Sierra RS Cosworth                |
| 1988 | スペイン国内選手権       | Ford Sierra RS Cosworth                |
| 1990 | アジアパシフィック選手権 | Toyota Celica GT-Four                  |
| 1990 | 世界ラリー選手権         | Toyota Celica GT-Four                  |
| 1992 | 世界ラリー選手権         | Toyota Celica Turbo 4WD                |
| 2010 | ダカール・ラリー         | Volkswagen Touareg 2                   |
| 2018 | ダカール・ラリー         | プジョー・3008 DKR Maxi                |
| 2020 | ダカール・ラリー         | MINIジョン・クーパー・ワークス・バギー |
| 2024 | ダカール・ラリー         | アウディRS Q e-tron                    |

## 世界ラリー選手権での優勝
| 年   | ラリー                                          | 開催国           | コ・ドライバー   | 車                          |
| ---- | ----------------------------------------------- | ---------------- | ---------------- | --------------------------- |
| 1990 | Acropolis Rally                                 | ギリシア         | ルイス・モヤ     | Toyota Celica GT-Four       |
| 1990 | Rally of New Zealand                            | ニュージーランド | ルイス・モヤ     | Toyota Celica GT-Four       |
| 1990 | 1000 Lakes Rally                                | フィンランド     | ルイス・モヤ     | Toyota Celica GT-Four       |
| 1990 | Lombard RAC Rally                               | イギリス         | ルイス・モヤ     | Toyota Celica GT-Four       |
| 1991 | Rallye Automobile de Monte-Carlo                | モナコ           | ルイス・モヤ     | Toyota Celica GT-Four       |
| 1991 | Rallye de Portugal                              | ポルトガル       | ルイス・モヤ     | Toyota Celica GT-Four       |
| 1991 | Tour de Corse - Rallye de France                | フランス         | ルイス・モヤ     | Toyota Celica GT-Four       |
| 1991 | Rally of New Zealand                            | ニュージーランド | ルイス・モヤ     | Toyota Celica GT-Four       |
| 1991 | Rally Argentina                                 | アルゼンチン     | ルイス・モヤ     | Toyota Celica GT-Four       |
| 1992 | Marlboro Safari Rally                           | ケニア           | ルイス・モヤ     | Toyota Celica Turbo 4WD     |
| 1992 | Rally of New Zealand                            | ニュージーランド | ルイス・モヤ     | Toyota Celica Turbo 4WD     |
| 1992 | Rallye Catalunya-Costa Brava (Rallye de España) | スペイン         | ルイス・モヤ     | Toyota Celica Turbo 4WD     |
| 1992 | Lombard RAC Rally                               | イギリス         | ルイス・モヤ     | Toyota Celica Turbo 4WD     |
| 1994 | Acropolis Rally                                 | ギリシア         | ルイス・モヤ     | Subaru Impreza 555          |
| 1995 | Rallye Automobile de Monte-Carlo                | モナコ           | ルイス・モヤ     | Subaru Impreza 555          |
| 1995 | Rallye de Portugal                              | ポルトガル       | ルイス・モヤ     | Subaru Impreza 555          |
| 1995 | Rallye Catalunya-Costa Brava (Rallye de España) | スペイン         | ルイス・モヤ     | Subaru Impreza 555          |
| 1996 | Bank Utama Rally Indonesia                      | インドネシア     | ルイス・モヤ     | Ford Escort RS Cosworth 4x4 |
| 1997 | Acropolis Rally                                 | ギリシア         | ルイス・モヤ     | Ford Escort WRC             |
| 1997 | Bank Utama Rally Indonesia                      | インドネシア     | ルイス・モヤ     | Ford Escort WRC             |
| 1998 | Rallye Automobile de Monte-Carlo                | モナコ           | ルイス・モヤ     | Toyota Corolla WRC          |
| 1998 | Rally of New Zealand                            | ニュージーランド | ルイス・モヤ     | Toyota Corolla WRC          |
| 2000 | Cyprus Rally                                    | キプロス         | ルイス・モヤ     | Ford Focus RS WRC           |
| 2002 | Rally Argentina                                 | アルゼンチン     | ルイス・モヤ     | Ford Focus RS WRC 02        |
| 2003 | Rally of Turkey                                 | トルコ           | マルク・マルティ | Citroen Xsara WRC           |
| 2004 | Rally Argentina                                 | アルゼンチン     | マルク・マルティ | Citroen Xsara WRC           |